# Nemanja Gudelj
Nemanja Gudelj (Kirin Serbia: Немања Гудељ; sinh ngày 16 tháng 11 năm 1991) là một cầu thủ bóng đá chuyên nghiệp người Serbia thi đấu ở vị trí tiền vệ cho Sevilla tại La Liga và đội tuyển quốc gia Serbia.